# Horror Zone (2016)
Horror Zone é um álbum de reggae do cantor Max Romeo, produzido em 2016 por Nu Roots Records.
Este álbum é considerado um dos 10 melhores álbuns de Reggae do ano de 2016.

## Faixas
O álbum Horror Zone é formado por dezesseis:
- What If (Max Romeo);
- Fed Up (Max Romeo);
- What is life? (Max Romeo);
- Scammer jammers (Max Romeo);
- The sound of war (Max Romeo);
- Horror Zone (Max Romeo);
- Cigarette (Max Romeo);
- Give thanks to Jehovah (Max Romeo);
- What if version (Daniel Boyle e Lee Perry);
- Fed up to my dub (Daniel Boyle);
- What is dub? (Daniel Boyle);
- Scamjam dub (Daniel Boyle);
- The sound of dub (Daniel Boyle);
- Horror zone in dub (Daniel Boyle e Lee Perry);
- Cigarette stub (Daniel Boyle), e;
- Give thanks version (Daniel Boyle e Lee Perry);